# Außenhandelsstatistik
Die Außenhandelsstatistik ist die (amtliche) Statistik, die sich mit dem Export und Import von Waren, also dem grenzüberschreitenden Handel von Waren befasst. Dienstleistungen werden im Allgemeinen nicht durch die Außenhandelsstatistik erfasst. Als Ausnahme werden Veredelungsverkehre im Zusammenhang mit grenzüberschreitenden Warenverkehren in die Statistik mit einbezogen.
In der Außenhandelsstatistik werden Mengen und Werte der im- bzw. exportierten Güter nach Warenarten und Ländern gegliedert. Zu den für die Veröffentlichung wichtigsten Erhebungsmerkmalen zählen: Wert, Menge, Warennummer, Ursprungsland/Versendungsland bei der Einfuhr, Bestimmungsland bei der Ausfuhr.

## Erstellung

### Deutschland
In Deutschland ist die Außenhandelsstatistik als Zentralstatistik konzipiert, d. h., sie wird allein vom Statistischen Bundesamt erstellt. Die Außenhandelsstatistik des Statistischen Bundesamtes dokumentiert die Gesamtheit aller Einfuhren und Ausfuhren von Waren zwischen Deutschland und dem Ausland.
Seit der Einführung des EU-Binnenmarktes im Jahr 1993 unterscheidet man in der Außenhandelsstatistik zwischen der Intrahandelsstatistik (Erfassung des EU-Warenverkehrs) und der Extrahandelsstatistik (Erfassung des Warenverkehrs außerhalb der EU / des Drittlandswarenverkehrs). 
Grundsätzlich sind alle in Deutschland umsatzsteuerpflichtigen Unternehmen im Rahmen der Intrahandelsstatistik meldepflichtig. Von der Anmeldung befreit sind Unternehmen unterhalb eines Handelsvolumens von 500.000 Euro bei den Exporten in andere EU-Mitgliedstaaten und von 800.000 Euro bei den Importen.
Im Extrahandel werden die bei den Zollstellen anfallenden Zollmeldungen ausgewertet.
Die gesetzliche Grundlage für die Erstellung der Außenhandelsstatistik bildet das Außenhandelsstatistikgesetz vom 1. Mai 1957 sowie verschiedene EU-Verordnungen.

### Österreich
In Österreich ist die Statistik Austria für die Veröffentlichung der Außenhandelsstatistik zuständig. Auch in Österreich ist die Statistik als Zentralstatistik konzipiert. Es wird unterschieden zwischen Handel mit der EU (Intrastat) und Handel mit Drittländern (Extrastat).

### Schweiz
Die Abteilung für Außenhandelsstatistik und Wirtschaftsfragen der Eidgenössischen Zollverwaltung (EZV) ist für die Erstellung der Außenhandelsstatistik verantwortlich.

### Europäische Union
Eine weitere Unterscheidung in der Außenhandelsstatistik der EU-Mitgliedstaaten ist die Differenzierung in den sogenannten Intrahandel (Handel mit den Mitgliedstaaten der Europäischen Union) (EU) und dem Extrahandel (Handel mit Drittstaaten, also den ausländischen Staaten, die nicht zum Zollgebiet der Europäischen Union gehört). Der Intrahandel und der Extrahandel unterscheiden sich aufgrund des Mangels von Zollkontrollen innerhalb der EU auch in der Art der Erhebung. Extrahandelsdaten werden durch den Zoll an das Statistische Bundesamt gemeldet, Intrahandelsdaten direkt durch die außenhandelsbetreibenden Unternehmen. Da nur Unternehmen ab einem gewissen Intrahandelsvolumen berichtspflichtig sind, werden Teile des Außenhandels aufgrund der Umsatzsteuermeldungen hinzugeschätzt.

### Vereinte Nationen
Die Vereinten Nationen bezeichnen die Außenhandelsstatistik im Englischen als International Merchandise Trade Statistics (IMTS).

## Definitionen
Generalhandel/Spezialhandel

In der Außenhandelsstatistik unterscheidet man zwischen dem Generalhandel und dem Spezialhandel. Der Generalhandel umfasst alle in ein Land importierten und aus einem Land exportierten Waren. Hierzu zählen auch alle Einfuhren aus Drittländern auf Lager (in Zolllagern oder Freizonen) und Ausfuhren aus diesen Lagern. Der Spezialhandel bezieht nur die Waren auf Lager mit ein, die aus den Zolllagern bzw. Freizonen in das Erhebungsgebiet (z. B. Deutschland) importiert werden.
Veredelungen

Dienst- oder Serviceleistungen werden grundsätzlich nicht in der Außenhandelsstatistik aufgezeichnet. Eine Ausnahme stellen dabei Veredelungsgeschäfte dar, die mit Im- oder Export verbunden sind. Werden zum Beispiel Güter im Ausland veredelt und danach wieder importiert, zählt die Veredelung mit in die Außenhandelsstatistik.
Warennummern

Die Außenhandelsstatistik in Deutschland wird nach den achtstelligen Warennummern des Warenverzeichnisses für die Außenhandelsstatistik erhoben und veröffentlicht.
Ursprungsland / Versendungsland

Bei den Importen wird unterschieden zwischen Ursprungsland und Versendungsland. Ursprungsland ist das Land, in dem eine Ware vollständig gewonnen oder hergestellt wurde. Versendungsland ist das Land, aus dem die Waren tatsächlich importiert werden.
Bestimmungsland

Bestimmungsland bei den Exporten ist das Land, in dem die Waren gebraucht oder verbraucht bzw. verarbeitet werden sollen.
Dreieckshandel

Spezielle Situation, in der Waren von Land „A“ nach Land „B“ und schließlich nach Land „C“ verkauft werden, ohne physisch über „B“ transportiert zu werden, sondern direkt von „A“ nach „C“.

## Außenwirtschaftliche Kennzahlen

### Menge
Die Menge einer Ware wird grundsätzlich in Kilogramm aufgenommen und in Tonnen angegeben. Dabei handelt es sich nur um die Eigenmasse der Ware, ohne jegliche Verpackung oder Umhüllung. Bestimmte Warenarten werden ergänzend in Einheiten wie Liter, Kubikmeter oder Stück angegeben. Für welche Warennummern diese sogenannten „Besonderen Maßeinheiten“ notwendig sind, ist im Warenverzeichnis für die Außenhandelsstatistik beschrieben.

### Wert
Als Warenwert wird analog zu den internationalen Regelungen der statistische Wert als Größe angesetzt. Dieser spiegelt den Warenwert an der deutschen Außengrenze wider. Der statistische Wert ergibt sich aus dem Rechnungsbetrag für den Import oder Export. Jedoch zählt für den Importwert nur der Betrag bis zur deutschen Grenze. Bei Waren, die ohne Entgelt ein- oder ausgeführt werden, wird der Preis angesetzt, der bei einem Kauf / Verkauf marktüblich gewesen wäre.
Beispiel:
Es werden Waren im Wert von 90.000 € von Deutschland in die USA exportiert. Es wurde vereinbart, dass der Käufer in den USA sämtliche Transportkosten ab Werk übernimmt. Die Beförderung bis zur deutschen Grenze kostet 2.000 €. Der restliche Transport kostet 8.000 €. Der Rechnungsbetrag ist demnach 100.000 €. Als statistischer Wert werden jedoch 92.000 € angesetzt, nämlich der Warenwert plus die Transportkosten bis zur deutschen Grenze.

## Nutzer der Daten
Die Außenhandelsstatistik ist für verschiedene Institute, Wirtschaftskreise und Interessierte eine wichtige Informationsquelle. Die Veröffentlichung der Statistik erfolgt monatlich, dadurch eignet sie sich durch ihre Regelmäßigkeit und Häufigkeit als Instrumentarium für Einschätzungen, Planungen und Entscheidungen. Nachfolgend sind einige Nutzer und die Gründe für deren Verwendung der Außenhandelsstatistik aufgeführt. 
- Die Europäische Kommission nutzt die Außenhandelsstatistik für die Einteilung und Disposition der Landwirtschafts- und Handelspolitik in Europa, für den Abschluss von Handelsvereinbarungen in der Welthandelsorganisation, bei Handelssperren von bestimmten Waren und für die Analyse empfindsamer Güterbewegungen.
- Die internationalen Organisationen (z. B. UNO, IMF, Weltbank, WTO, OECD) verwenden die Außenhandelsstatistik, um den Wirtschaftszustand eines Landes interpretieren und prognostizieren zu können.
- Der Fiskus legt die Wirtschaftspolitik für einzelne Bereiche nach der Außenhandelsstatistik fest. Zu den Bereichen der Wirtschaftspolitik des Staates zählen die Ordnungspolitik und die Prozesspolitik. Beispiele für die Ordnungspolitik sind Maßnahmen zur Wahrung der sozialen Marktwirtschaft sowie die Aufrechterhaltung des Wettbewerbs (Kartellgesetz). Beispiele für die Prozesspolitik sind die Wachstums- und Konjunkturpolitik.
- Die Europäische Zentralbank sowie die Deutsche Bundesbank benutzen die Außenhandelsstatistik zur Erstellung der Zahlungsbilanzstatistiken.
- Die Bundesländer nutzen die Außenhandelsstatistik zwecks Exportunterstützung regionaler Unternehmen.
- Alle Unternehmen können die Außenhandelsstatistik nutzen, um die Verkaufsentwicklung ihrer Produkte nachvollziehen zu können.

Beispielsweise können die jeweiligen Staaten durch den Importwert verschiedener Güter ihre Importabhängigkeit bezüglich dieser Güter bewerten. Weiterhin kann verglichen werden, ob bestimmte Waren mehr importiert als exportiert werden oder umgekehrt. 
Der Importwert ist eine von mehreren Kennzahlen, die ein Staat nutzt, um Handels-, Wirtschafts- und Außenpolitik zu betreiben. 
Ein wichtiger Aspekt ist in diesem Zusammenhang die Sicherstellung der Versorgung mit Gütern aus dem Ausland, welche im Inland nicht vorkommen oder nur mit geringerer Produktivität produziert werden können.
Die öffentliche Verwaltung, Wirtschaftskreise und Handelsorganisationen nutzen Kennzahlen der Außenhandelsstatistik zur Meinungsbildung, Entscheidungsfindung und Planung. Die Europäische Union verwendet den Importwert eines Landes als Bemessungsgrundlage für wirtschaftsfördernde Subventionen, beispielsweise im Bereich der Landwirtschaft. Die UNO verwendet den Importwert für wirtschaftliche Analysen eines Landes.

## Entwicklung der Außenhandelswerte für Deutschland und Europa (EU-27)

Außenhandelswerte für Deutschland

Werte des Außenhandels der EU-27 mit Nicht-EU-Mitgliedsstaaten

Deutschland zählt zu den exportstärksten Ländern der Welt. Im Jahr 2016 wurden nach Daten des Statistischen Bundesamtes Waren im Wert von 1.203,8 Milliarden Euro exportiert und Waren im Wert von 954,9 Milliarden Euro importiert. Die Exporte und Importe übertrafen somit die bisherigen Höchstwerte aus dem Jahr 2015, als Waren im Wert von 1 193,6 Milliarden Euro exportiert (Exporte: +0,9 %) und Waren im Wert von 949,2 Milliarden Euro importiert (Importe: +0,6 %) worden waren. Die Außenhandelsbilanz schloss im Jahr 2016 mit dem bisher höchsten Überschuss von 248,9 Milliarden Euro. Damit wurde der bisherige Höchstwert von 244,3 Milliarden Euro aus dem Vorjahr deutlich übertroffen.
Im Gegensatz zu Deutschland ist der aufsummierte Außenhandelsbeitrag der Handelsbilanz der aktuellen 27 EU-Mitgliedsstaaten seit mehreren Jahren defizitär. Das bedeutet, dass die EU insgesamt jährlich zu höheren Werten Güter importiert als sie exportiert.

## Anteil Deutschlands und der EU-27 am Weltimport und -export

Aufteilung des Weltimports nach Ländern in Prozent

Aufteilung des Weltexports nach Ländern in Prozent

Die Anteile der EU-27 am Welthandel sind in der Zeit von 1999 bis 2005 in etwa konstant geblieben. Im Durchschnitt betrug der prozentuale Anteil des Weltimports für diese Zeit 19 %, was einem Wert von 1,02 Billionen € entspricht. Der Beitrag zum Weltexport betrug durchschnittlich 18,6 %, was einen Wert von 0,92 Billionen € darstellt. Seit Beginn des 21. Jahrhunderts werden jährlich rund 20 % der EU-27-Importwerte und circa 27 % der EU-27-Exportwerte von Deutschland erzeugt. Diese Werte beziehen sich jeweils auf den Extra-EU-Handel. Den größten Teil des Außenhandels betreibt Deutschland mit EU-Mitgliedsstaaten wie Frankreich, Spanien und Italien.
Wie man den Grafiken über der Verteilung des Weltimports und Weltexports entnehmen kann, sind die Anteile Chinas sowohl für Einfuhren als auch Ausfuhren in den letzten Jahren steigend. Die Anteile der USA und Kanadas sind im Gegensatz dazu rückläufig. Es ist hierbei erkennbar, dass China auf dem Welthandel eine wachsende Rolle spielt.